# Delphine Le Floch
Delphine Le Floch (1970) es una deportista francesa que compitió en natación sincronizada. Ganó una medalla de plata en el Campeonato Europeo de Natación de 1991, en la prueba de equipo.

## Palmarés internacional
| Campeonato Europeo | Campeonato Europeo | Campeonato Europeo | Campeonato Europeo |
| Año                | Lugar              | Medalla            | Prueba             |
| ------------------ | ------------------ | ------------------ | ------------------ |
| 1991               | Atenas (Grecia)    | Medalla de plata   | Equipo             |